# 악타이온

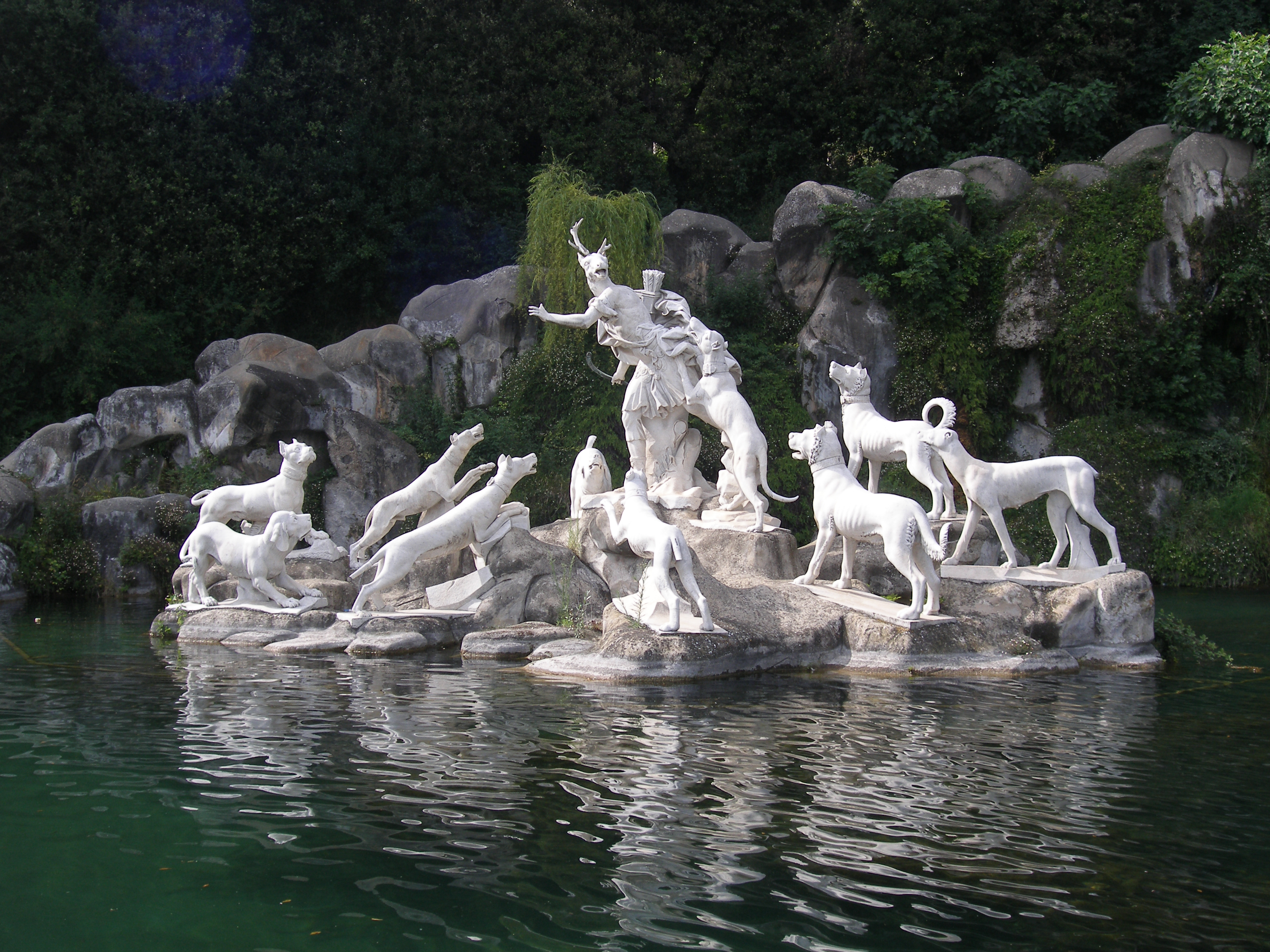
악타이온, 카세르타 궁의 조각

악타이온(그리스어: Άκταίων) 또는 액티언(영어: Actaeon)은 그리스 신화에 나오는 사냥꾼이다.

## 신화
악타이온은 숲 속에서 한창 사냥을 하고 있다가 우연히 근처의 개울가에서 아르테미스가 목욕을 하고 있는 모습을 목격하게 되었다. 아르테미스는 자신의 알몸을 본 악타이온에게 물을 뿌려 사슴으로 만들어버렸다. 그러자 악타이온이 데리고 온 사냥개들이 주인을 알아보지 못하고 사냥감인 줄 착각하고 달려들었다. 계속 사냥개들을 피해 달아나다 지친 악타이온은 결국 사냥개들에게 붙잡혀 갈기갈기 찢어졌다.